# Idiogramma elbakyanae
Idiogramma elbakyanae és una espècie d'himenòpter apòcrit de la família dels icneumònids. És una vespa parasitoide oriünda de l'estat de Tlaxcala. Va ser anomenada i descrita per l'entomòleg rus Andrei I. Khalaim en un article d'accés obert publicat l'any 2017, i coautorat amb l'entomòleg mexicà Enrique Ruíz-Cancino.

## Etimologia
Andrey I. Khalaim, entomòleg de l'Acadèmia de Ciències de Rússia, va escollir el nom de l'espècie elbakyanae per homenatjar la fundadora del web Sci-Hub, Aleksandra Elbakian "en reconeixement de la seva contribució a fer que el coneixement científic estigui disponible per a tots els investigadors". Elbakyan, no obstant, li va ofendre ser homònim d'un "insecte paràsit". En un missatge que va aparèixer quan es visitar Sci-Hub des de Russia, deia que era una "injustícia extrema" que la vespa portés el seu nom, dient que els veritables paràsits eren els publicadors científics. Khalaim es va sorprendre de la reacció d'Elbakian, subratllant que l'havia anomenat així com un honor, i destacant que ell mateix aprova Sci-Hub i l'utilitza regularment. També va aclarir que, la descripció d’Idiogramma elbakyanae com a "insecte paràsit" no era encertada ja que els parasitoides s'assemblen més als depredadors que als paràsits.

## Història taxonòmica
El tipus nomenclatural de l'espècie comprèn un holotip femení i quatre paratipus masculins, tots recollits el 2016. L'holotip i un paratipus es van dipositar a la Universitat Nacional Autònoma de Mèxic, i els altres tres paratipus es van dipositar a la Universitat Autònoma de Tamaulipas, al Museu de l'Institut Zoològic de l'Acadèmia Russa de Ciències i al Museu d'Història Natural de Londres.

## Distribució
Es troba a l'estat mexicà de Tlaxcala. La localitat on es van trobar tots els exemplars del tipus nomenclatural, es troba a Nanacamilpa de Mariano Arista. Els exemplars van ser capturats en boscos de pins i roures, i el lloc de recollida es trobava a una altitud de 2.830-2.900 metres.

## Morfologia

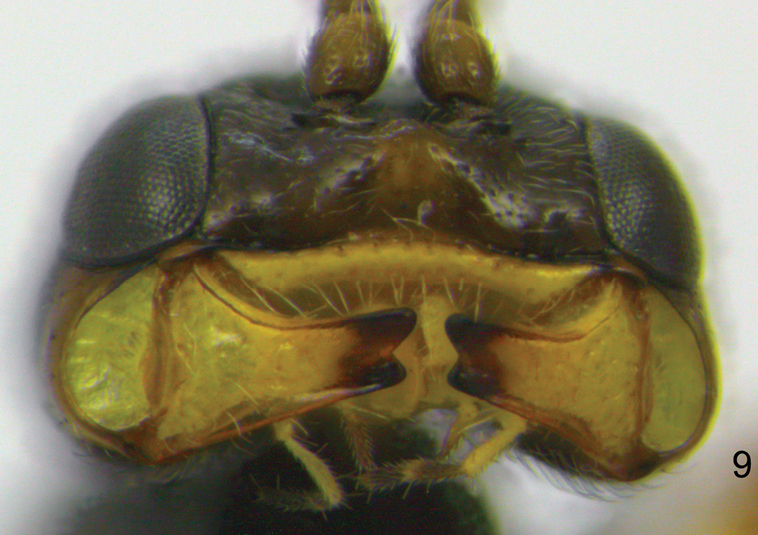
Rostre i mandíbula d’Idiogramma elbakyanae.

I. elbakyanae es pot distingir de les altres espècies d’Idiogramma a Mèxic, per tenir un rostre negra o marró groguenca, una mandíbula significativament més àmplia a l'extrem basal que a l'extrem apical i un ovipositor que és 4,2 vegades la longitud de la seva tíbia posterior.
La femella té una longitud del cos de 3,8 mm i una longitud de l'ala de 3,9 mm.